# Gebruik van
Met gebruik van of  usus duidt men het model aan waarnaar een breviarium opgesteld is. Het brevier bevat een heiligenkalender, gebeden tot de heiligen (eigene der heiligen) en een litanie. In die teksten werden traditioneel naast de algemene lijst van heiligen die in alle bisdommen vereerd werden, dikwijls heiligen toegevoegd waarvan de verering specifiek was voor een bepaald bisdom of klooster.
Voor het Concilie van Trente (1545-1563) kon elke bisschop het breviarium opstellen of aanpassen voor zijn eigen diocees en dit werd ook bijna overal gedaan, elke kloosterorde en elk bisdom had zijn eigen Breviarium, vandaar de term ‘voor gebruik van ....’. 
Het getijdenboek is ontstaan uit het breviarium of brevier, en het “gebruik” werd doorgetrokken naar de getijdenboeken. Elke grote stad had daardoor zijn eigen getijdenboek waarin locale heiligen voorkwamen zoals Bavo voor Gent, Lambertus voor Luik, Dionysius in Parijs, Remigius in Reims Engelse heiligen zoals Thomas Becket en Brandaan in het diocees van Sarum.
Gezien de datum van de verplichting van het “gebruik van Rome” kan men rustig stellen dat voor de meeste handschriften het gebruik nog vrij kon gekozen worden. Niettemin is het zo dat omwille van de standaardisatie en de daaruit volgende goedkopere productie, in steden zoals Brugge, waar men voor een internationaal publiek fabriceerde, dikwijls werd overgeschakeld naar een standaard formaat.